# Angaria delphinus

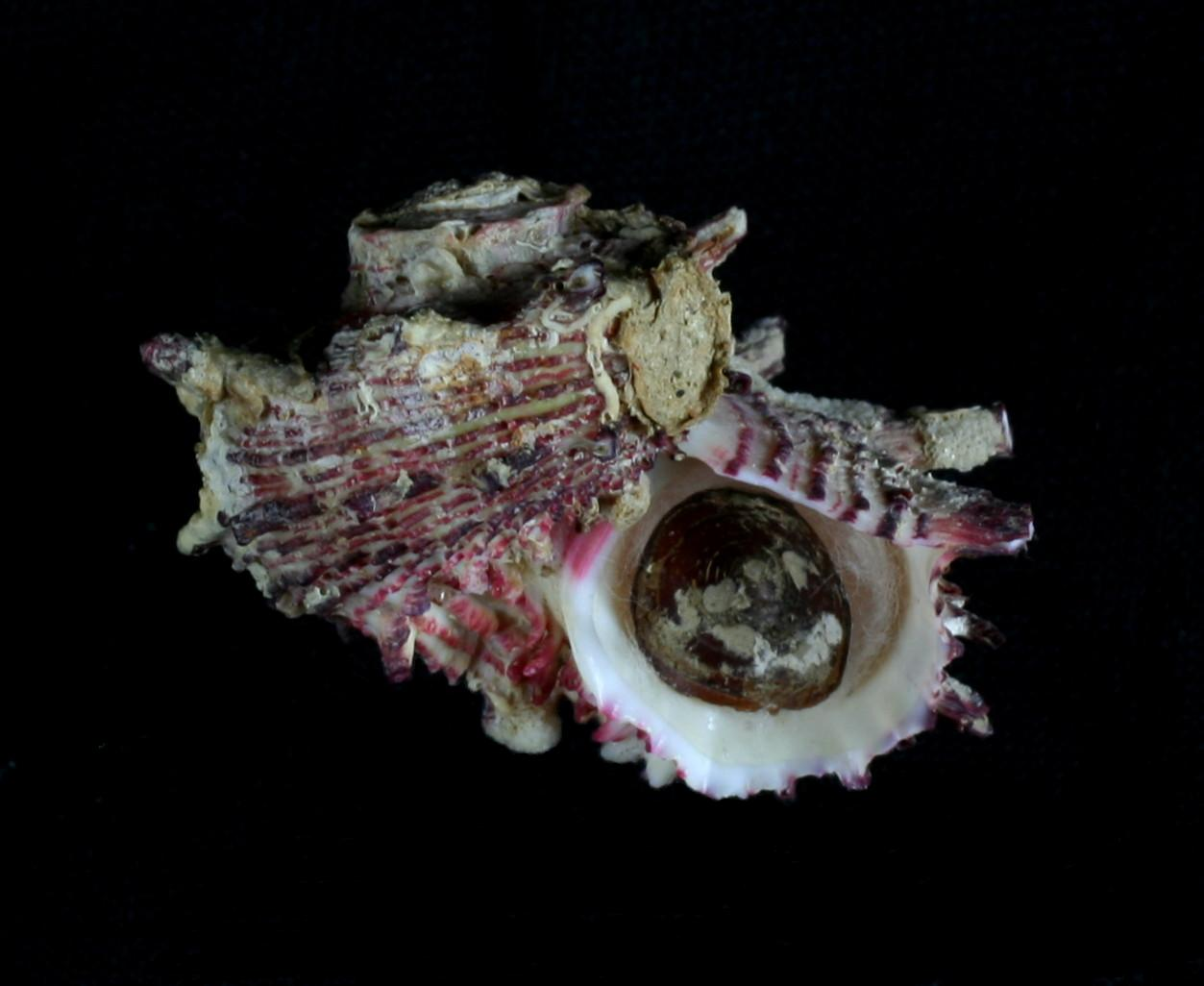
Shell of Angaria delphinus form atrata with operculum taken by gill net in 5 to 10 fathoms off Minabe, in Nhật Bản.

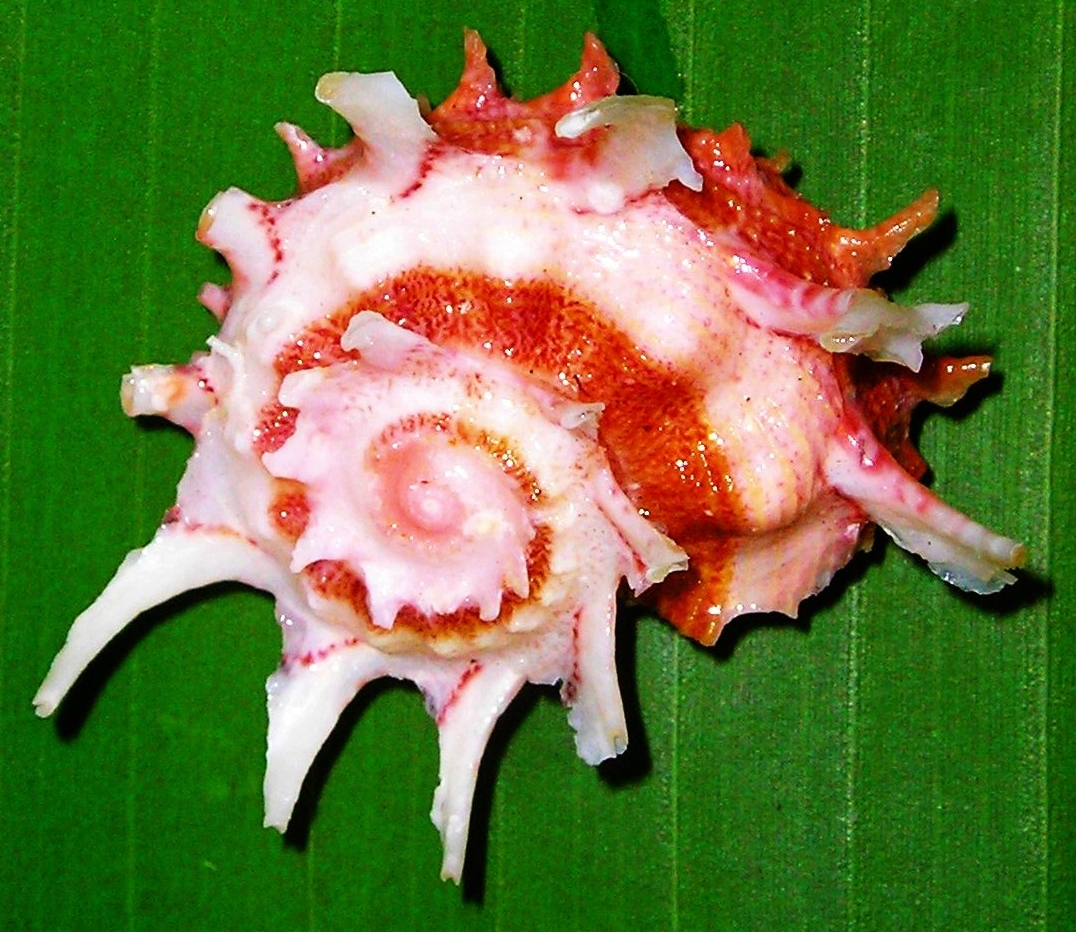
Apical view of another color form of Angaria delphinus showing variability of the species.

Angaria delphinus là một loài ốc biển trong họ Angariidae. Loài này phân bố ở khu vực Madagascar và New Zealand.

## Hình ảnh

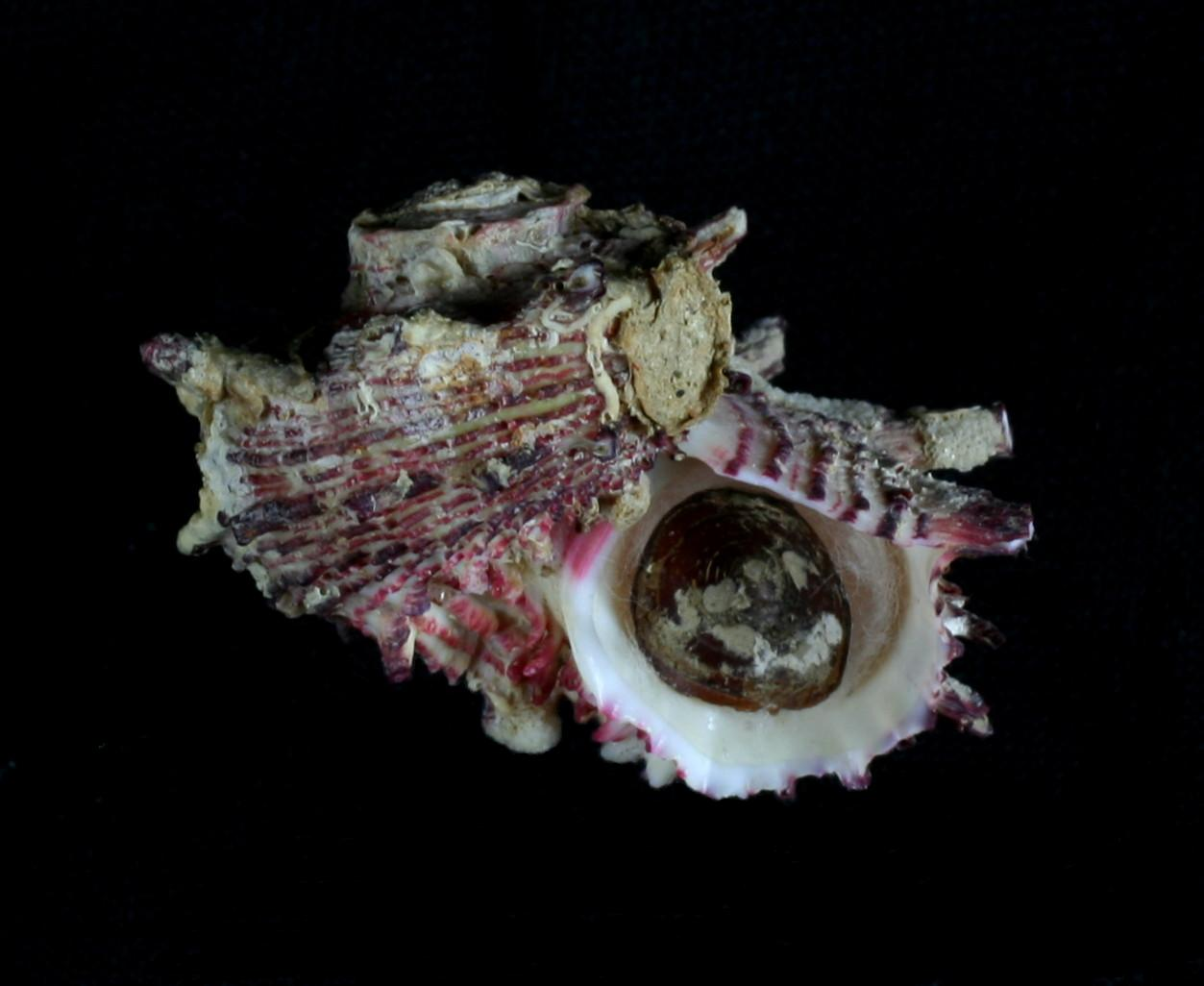
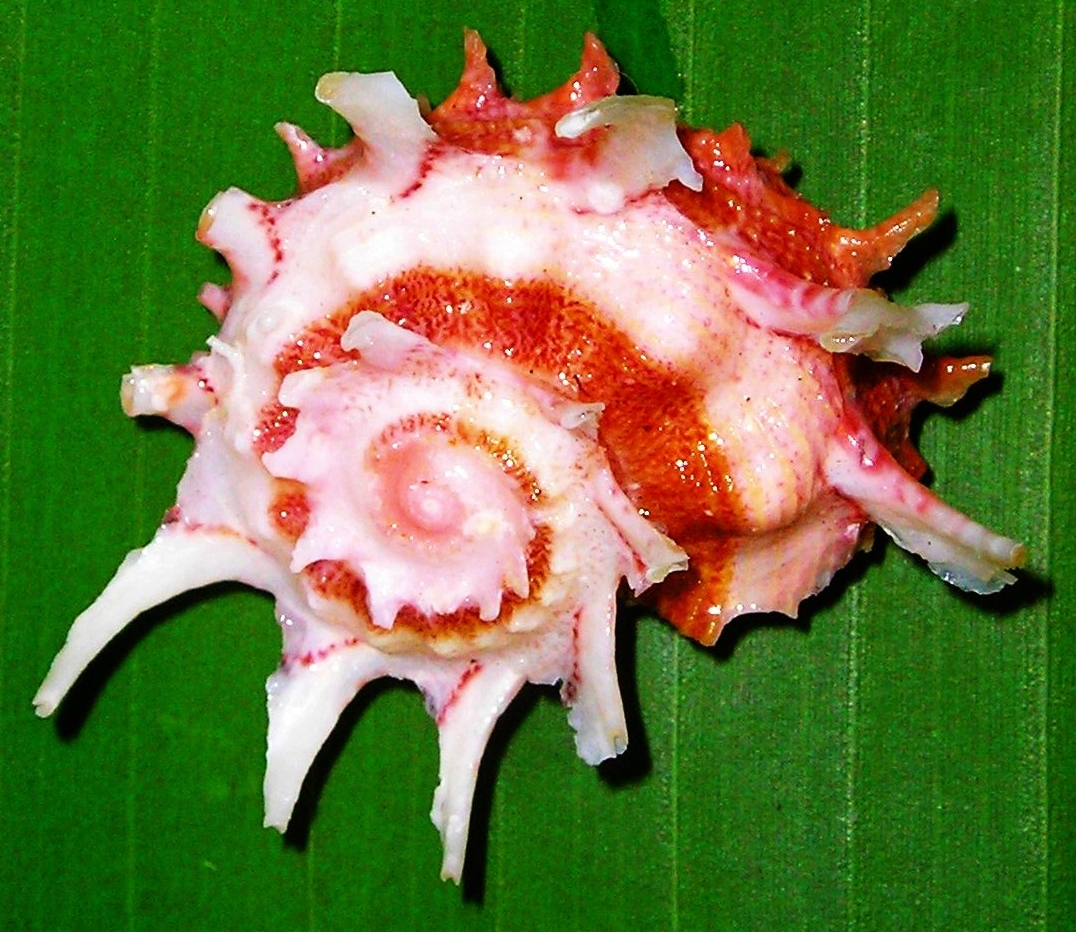
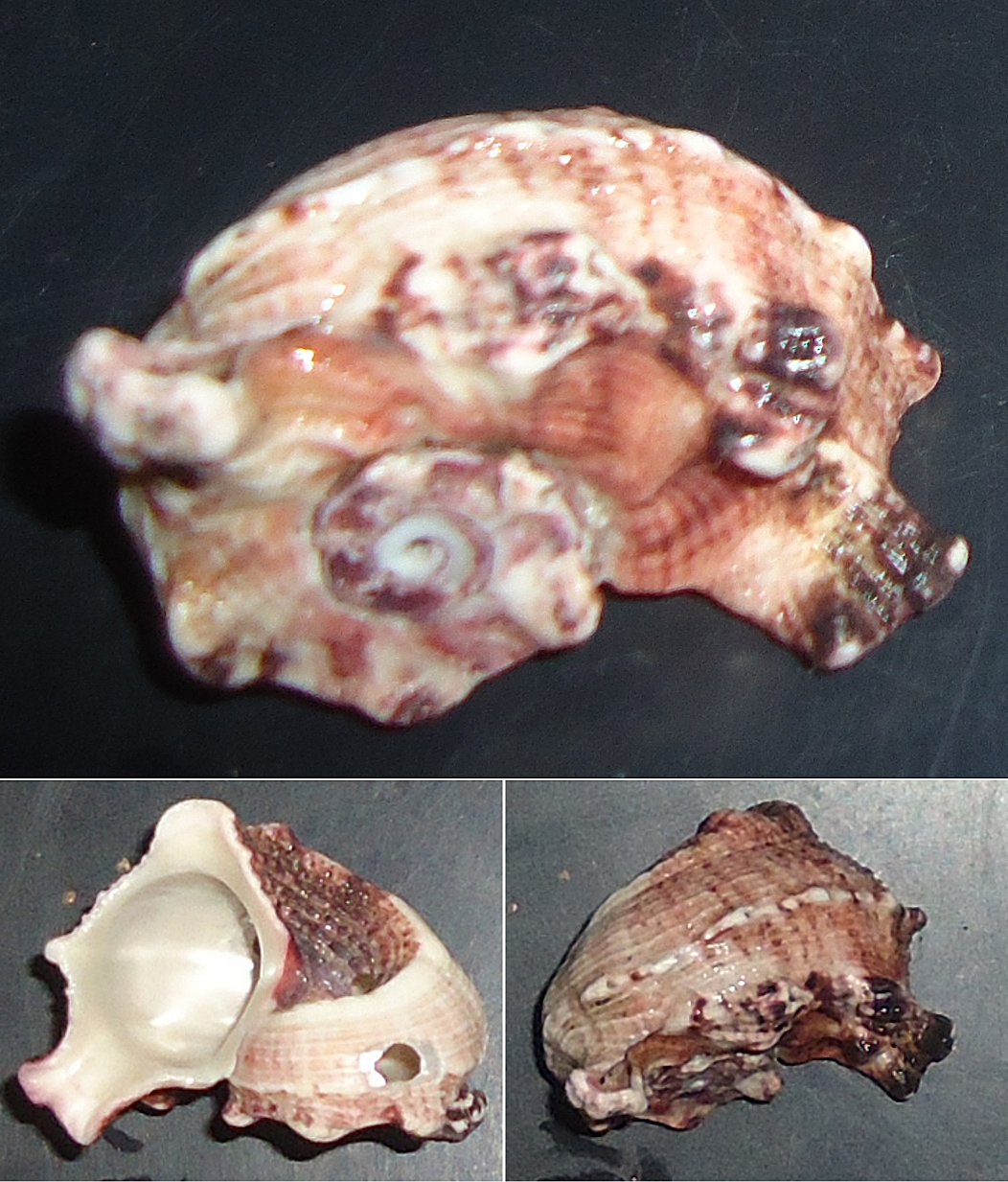
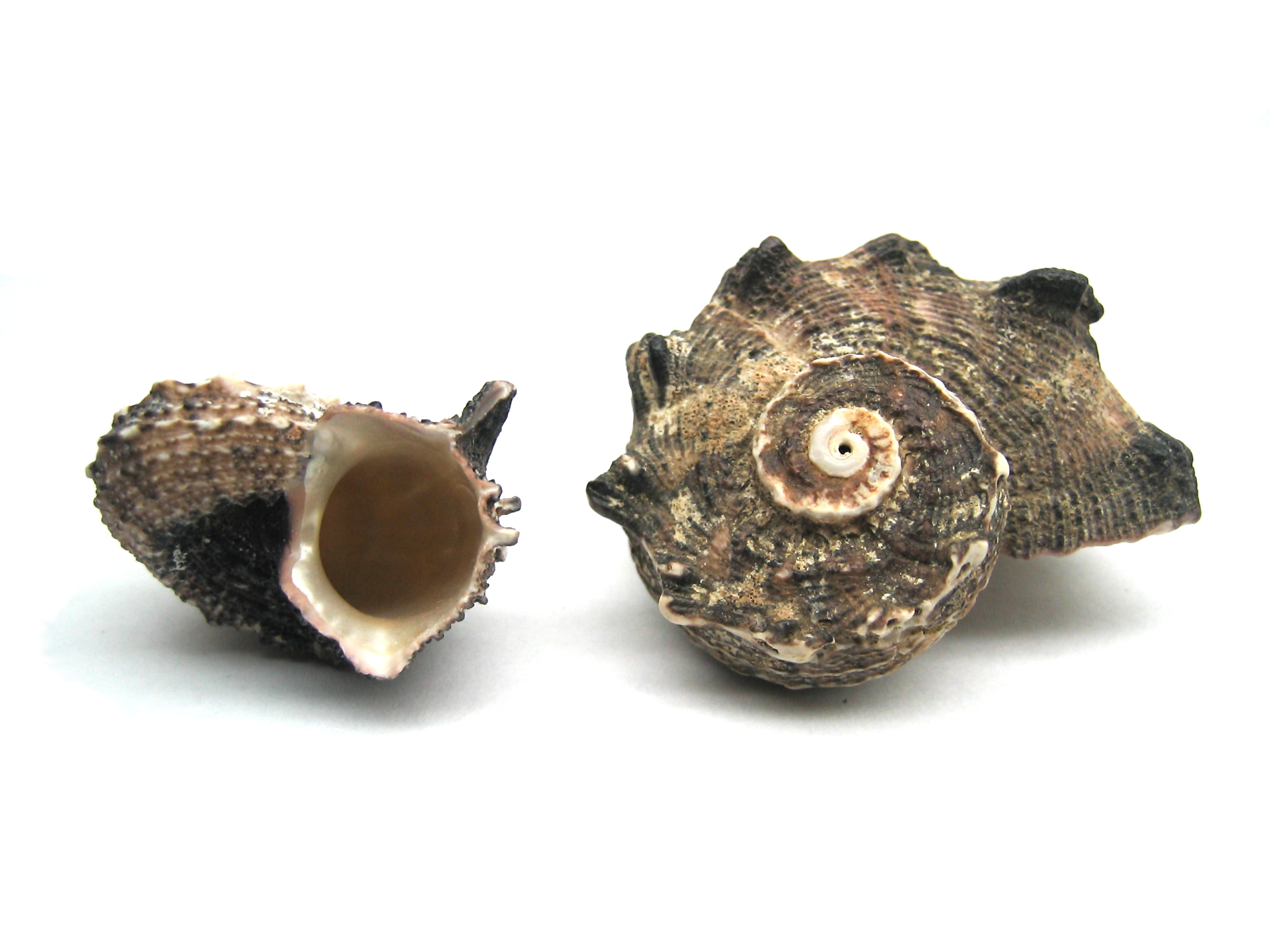